# Stenorynchoacrum xijiangensis
Stenorynchoacrum
Genre
Espèce
Stenorynchoacrum xijiangensis, unique représentant du genre Stenorynchoacrum, est une espèce de poissons d'eau douce téléostéens de la famille des Cyprinidae (ordre des Cypriniformes). 

## Répartition
Stenorynchoacrum xijiangensis est endémique de la province du Guangxi (Chine) où il ne se rencontre que dans un affluent de la rivière Zhujiang. Ce poisson vit dans les grottes souterraines des régions karstiques où il reste durant la saison sèche, ne montant dans les rivières qu'en période de crues.

## Description
Stenorynchoacrum xijiangensis mesure jusqu'à 83 mm, queue non comprise.

## Classification
Le genre Stenorynchoacrum et l'espèce Stenorynchoacrum xijiangensis ont été décrits en 2014 par les ichtyologistes chinois Yanfei Huang (d), Jun-Xing Yang (d) et Xiao-Yong Chen (d),.

## Étymologie
Le nom générique, Stenorynchoacrum, dérivé du grec ancien στενός, stenós, « étroit, resserré  », et ῥύγχος, rhúgkhos, « Groin, museau, bec  », et ἄκρος, ákros, « Élevé, extrême, sommet, extrémité », fait référence à la calotte rostrale, qui est étroite et peu développée.
L'épithète spécifique, xijiangensis, composée de xijiang et du suffixe latin -ensis, « qui vit dans, qui habite », a été donnée en référence à la localité type, le bassin de la Xi Jiang, une rivière de la province du Guangxi.

## Publication originale
- (en) Yanfei Huang, Junxing Yang et Xiaoyong Chen, « Stenorynchoacrum xijiangensis, a new genus and a new species of Labeoninae fish from Guangxi, China (Teleostei: Cyprinidae) », Zootaxa, Magnolia Press (d), vol. 3793, no 3,‎ 30 avril 2014, p. 379–386 (ISSN 1175-5334 et 1175-5326, OCLC 49030618, PMID 24870177, DOI 10.11646/ZOOTAXA.3793.3.6, lire en ligne).